# Ермолаева, Импи-Элина Матвеевна
Импи-Элина Матве́евна Ермола́ева (То́йкка) (фин. Impi Elina Toikka; 9 сентября 1920, Йоутсено, Финляндия — 18 января 2010, Сортавала, Россия) — руководитель Сортавальского народного хора, педагог. Заслуженный работник культуры РСФСР (1970). Почетный гражданин города Сортавала (1999).

## Биография
Родилась в Финляндии. В сентябре 1932 года вместе с семьёй переехала в СССР. Окончила среднюю школу посёлка Свирьстрой в 1933 году. В 1935 году поступила в Петрозаводский педагогический техникум, откуда в 1938 году перевелась в открывшееся Петрозаводское музыкальное училище (окончила 3 курса).
В 1938—1942 годах — ученик парикмахера, мастер-парикмахер Петрозаводского банно-прачечного треста.
В 1940 году участвовала в советско-финской войне, в 6-м стрелковом полку 3-й дивизии Финской народной армии.
С 1941 года — артистка хора Карельской государственной филармонии.
В 1941—1946 годах — артистка хора Карело-Финского республиканского театра музыкальной комедии. Участвовала в гастролях театра на Карельском фронте, Мурманске, Казахстане. После расформирования театра в Сортавала с 1948 по 1952 год — картотетчица энергосбыта Сортавальского энергоуправления.
С 1950 года — руководитель финского хора при городском доме культуры города Сортавала, руководитель хора пионеров, хора Сортавальского сельхозтехникума, студенческого хора Сортавальского медицинского училища (1960—1970-е годы).
Педагог-преподаватель пения в средней школе № 1 города Сортавала (1963—1964).

## Награды
- Медаль «За доблестный труд в Великой Отечественной войне 1941—1945 гг.» (1946)
- Почётная грамота Президиума верховного Совета Карельской АССР (1956)
- Медаль «За трудовое отличие» (1959)
- Заслуженный работник культуры Карельской АССР (1966)
- Отличник культурного шефства над Вооруженными силами СССР (1967)
- Лауреат смотра — конкурса художественной самодеятельности РСФСР (1967)
- Лауреат смотра — конкурса художественной самодеятельности СССР (1967)
- Юбилейная медаль «За доблестный труд в ознаменование 100-летия рождения В. И. Ленина» (1970)
- Заслуженный работник культуры РСФСР (1970)
- Медаль «Ветеран труда» (1975)